# Pasolini e... la forma della città
Pour plus de détails, voir Fiche technique et Distribution.
Pasolini e... la forma della città est un court métrage documentaire italien sorti en 1974, écrit et réalisé par Pier Paolo Pasolini et Paolo Brunatto.

## Synopsis
Pendant le tournage de son film Les Mille et Une Nuits, le réalisateur livre ses réflexions sur l'urbanisme. Le film est tourné à Orte et Sabaudia.

## Fiche technique
- Titre original : Pasolini e... la forma della città
- Réalisation : Paolo Brunato, Pier Paolo Pasolini
- Scénario : Anna Zanoli
- Société de production : Rai
- Pays de production :  Italie
- Langue originale : italien
- Format : Couleurs
- Durée : 15 minutes
- Genre : documentaire
- Date de sortie : 
  - Italie : 7 février 1974

## Distribution
- Pier Paolo Pasolini
- Ninetto Davoli